# Cars (album)
Cars je debutové album americké indie rockové skupiny Now, Now, které bylo vydáno v roce 2009 ještě pod původním jménem skupiny, Now, Now Every Children. Album bylo vydáno 15. prosince 2008 pouze v digitální podobě, 9. července 2009 jej vydavatelství Afternoon Records vydalo na CD. V době, kdy bylo album nahráváno, byla skupina Now, Now tvořena pouze dvěma členy, Cacie Dalager a Bradleym Halem, třetí členka, Jess Abbott, se ke kapele připojila až v létě roku 2009.

## Seznam skladeb
Všechny skladby napsal(i) Now, Now. 
| Pořadí         | Název                  | Délka |
| -------------- | ---------------------- | ----- |
| 1.             | Not One, But Two       | 3:12  |
| 2.             | Everyone You Know      | 2:40  |
| 3.             | Have You Tried         | 4:22  |
| 4.             | Sleep Through Summer   | 2:40  |
| 5.             | Friends With My Sister | 4:46  |
| 6.             | In My Chest            | 2:32  |
| 7.             | Headlights             | 3:44  |
| 8.             | In The City            | 4:00  |
| 9.             | We Know Martha Webber  | 2:48  |
| 10.            | Little Brother         | 3:26  |
| 11.            | Cars                   | 4:21  |
| Celková délka: | Celková délka:         | 38:30 |